# Key-Performance-Indicator

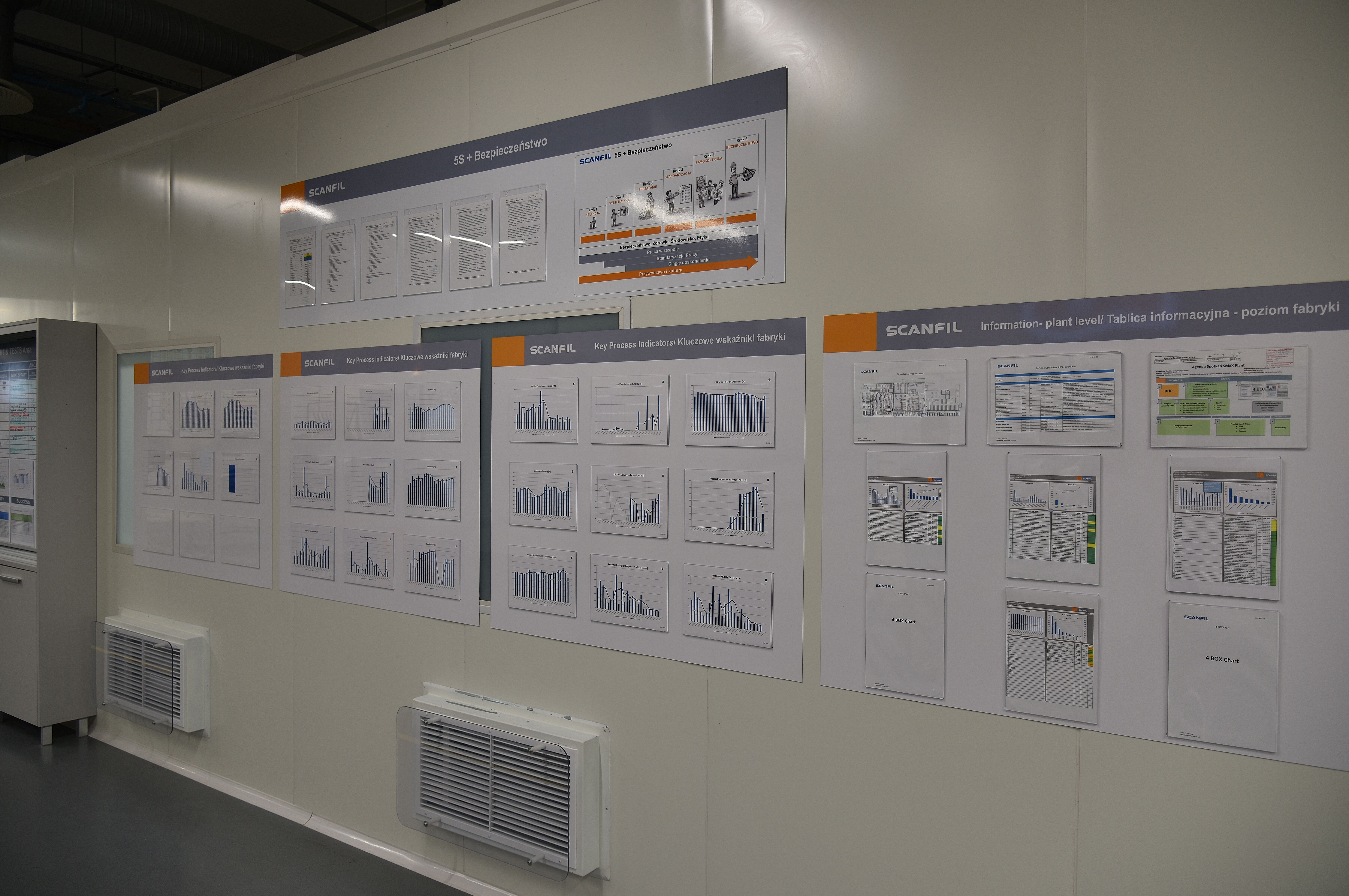
KPI-Aushang

Der Begriff Key-Performance-Indicator (KPI) bzw. Leistungskennzahl bezeichnet in der Betriebswirtschaftslehre Kennzahlen, anhand derer der Fortschritt oder der Erfüllungsgrad hinsichtlich wichtiger Zielsetzungen oder kritischer Erfolgsfaktoren innerhalb einer Organisation gemessen und/oder ermittelt werden kann (siehe auch betriebswirtschaftliche Kennzahl).
Zum Beispiel untersucht die Gesamtanlageneffektivität als ein möglicher Key-Performance-Indicator die tatsächliche Auslastung einer Maschine gegenüber ihrer theoretisch möglichen.
Verwendet wird der Begriff darüber hinaus in der Telekommunikation/Netzwerktechnik zur besseren Aufbereitung von Basisdaten des Performance-Managements, in ITIL und im Zusammenhang mit der Balanced Scorecard.

## Beispiele
Wichtige KPIs aus der Dienstleistungsbranche sind der Umsatz pro fakturiertem Personentag, Umsatz pro Kunde und der Mitarbeiterauslastungsgrad (Anzahl der fakturierten Personentage im Verhältnis zu den Planarbeitstagen). Im Bereich der Informationstechnologie ist die Kennzahl Mean Time Between Failures eine bekannte Größe. Für die Erfolgsmessung von Projekten im Rahmen des Projektportfoliomanagements werden zum Beispiel die durchschnittlichen Projektkosten gemessen.

### KPIs für Manufacturing Execution Systems

#### Übersicht
Seit einigen Jahren wird verbreitet öffentlich diskutiert, dass ein hoher Anteil bei der Optimierung von Produktionsabläufen in den konkreten Organisationsprozessen für den Einsatz der Produktionsmittel liegt. Denn die üblichen Planungsprozesse, die meist in einem Enterprise Resource Planning (ERP) beheimatet sind, nehmen in der Regel keine Rücksicht auf störende Ereignisse wie Maschinen- oder Lieferantenausfälle. Hier etablieren sich nun die sog. Manufacturing Execution Systems (MES) als Bindeglied zwischen ERP und der konkreten Ausführung der Produktion (Werkereinsatz und Automatisierung).
Für die KPIs, die in diesem Bereich relevant sind, gelten ähnliche Ansprüche, wie für das MES selbst. In Abgrenzung zum ERP wird hierbei oft der Echtzeitanspruch hervorgehoben. Es geht also darum, auf ein Ereignis sofort zu reagieren und dessen Weiterverarbeitung nicht von Zufälligkeiten oder bekannt trägen Prozeduren abhängig zu machen. Das bedeutet für die KPIs, dass sie entsprechend schnell und aus aktuellen Messwerten ermittelt werden. Eine darauf basierende Prozesssteuerung reagiert ebenfalls sofort und führt somit zur schnellstmöglichen Störungsbeseitigung. Denkbar ist, hierüber selbstoptimierende Systeme zu gestalten. Natürlich sind gezielte Optimierungen durch Anregung und Rückkopplung jederzeit möglich und bieten sich, wegen der kurzen Reaktionszeiten, gerade in diesem Bereich an. KPIs machen den gesamten Prozess durchschaubar.

#### MES-KPIs in der Normung
Im AK3 des DIN Arbeitsausschusses AA 060-30-05 des Normenausschusses Maschinenbau wurde das VDMA-Einheitsblatt 66412-1 erarbeitet. Darin sind rund 20 KPIs für MES beschrieben. Ihre Funktionen werden erläutert und die Formeln zur Berechnung festgelegt.
Inzwischen wurden die Inhalte des VDMA-Einheitsblattes 66412-1 auch in die internationale Normung aufgenommen. In der neugegründeten WG9 des TC184/SC5 wird das Thema „Key-Performance-Indicators for Manufacturing Operations Management“ in der Normenreihe ISO 22400 bearbeitet. Bislang sind 4 Teile geplant, wobei der Teil 2 inhaltlich dem VDMA-Einheitsblatt entspricht und bereits zur Verteilung als CD (Committee Draft) ansteht. In CD-ISO 22400-2 sind zusätzlich KPIs, als Beitrag von anderen Ländern, enthalten.
Auch die ISO-Normung startete erfolgreich. Es arbeiten die 9 Länder China, Deutschland, Frankreich, Japan, Korea, Österreich, Schweden, Spanien und USA unter deutscher Leitung an Festlegungen zu KPIs und deren Transport bzw. Nutzung im MES-Umfeld. In der WG9 arbeitet zudem die MESA (International) mit.
Die WG9 wird bei ihren Sitzungen in den verschiedenen Ländern Symposien zum Thema KPI-Standardisierung vor Industrievertretern abhalten.

### KPIs im Bereich der Web-Analyse
Mit zunehmender Verbreitung des Internets wurde die Erwirtschaftung von Gewinnen über den Onlinekanal wichtiger. Web-Analysetools helfen dabei, Marketingkampagnen und Websites zu optimieren. Für die Messung von Erfolg und Misserfolg werden auch für die Web-Analyse KPIs zu Rate gezogen. In den USA kommentiert Eric T. Peterson das Thema KPIs im Bereich Web Analytics 2005. Ziel ist es, aus den hunderten von Reports genau die fünf bis sieben zu identifizieren, die entscheidend für den Unternehmenserfolg sind. Dabei unterscheidet Peterson zwischen vier Geschäftsmodellen:
- Onlineshops,
- Content-Websites als Werbeträger,
- B2B-Websites und
- Support-Websites.

Wichtige KPIs für einen Onlineshop sind beispielsweise der durchschnittliche Bestellwert oder die Abbruchrate im Bestellprozess. Content-Websites bieten redaktionelle Inhalte und finanzieren sich über Werbung. Für diese zählen vor allem die Anzahl an Kontakten (Seitenaufrufe) und der Anteil an wiederkehrenden Besuchern. Für B2B-Websites ist ein wichtiger KPI die Anzahl an ausgefüllten Kontaktformularen. Ein weiterer wesentlicher KPI ist die Anzahl an PDF-Downloads auf Support-Websites, die dem Besucher dabei helfen, Fragen selbst zu beantworten und damit Callcenter-Kosten senken. Peterson beschreibt in „Website Measurement Hacks“ KPIs, die unterschiedlich stark auf diese vier Geschäftsmodelle angewendet werden. Im deutschsprachigen Raum wird das Model von Peterson in der Literatur von Reese (2008) und Amthor/Brommund (2010) aufgegriffen und erläutert.

## Implementierung von KPIs
Im Rahmen der Implementierung von KPIs wird zunächst bestimmt, welche Geschäftsprozesse zu untersuchen sind. Die identifizierten Prozesse werden dann
innerhalb der Prozesskette in Bausteine zerlegt. Die einzelnen Bausteine können nun als isolierte Arbeitsschritte innerhalb der Prozesskette betrachtet werden. Dadurch ist es möglich, für jeden einzelnen Arbeitsschritt Messungen durchzuführen.
Die Dimensionen, in denen die Messungen erfolgen, werden bereits bei der Identifikation der Arbeitsschritte festgelegt. Auf ihnen basiert die
Definition der KPIs. Dabei kommt korrelierenden Größen eine sehr große Bedeutung zu, da durch diese entscheidende Abhängigkeiten in der Prozesskette aufgedeckt werden können.
Wenn geeignete Benchmarks für die einzelnen KPIs definiert worden sind, wird in einem letzten Schritt ein Überwachungstool implementiert.
Dadurch soll ein Gesamtüberblick über sämtliche Prozesse ermöglicht werden.

## Normen und Standards
- DIN EN 15838 (2010-02): Kundenkontaktzentren – Anforderungen für die Leistungserbringung (siehe Anhang A Verpflichtende KPIs und Anhang B Empfohlene KPIs)